# Benedetto Antelami
Benedetto Antelami war italienischer Bildhauer und gehört zu den wenigen namentlich bekannten Künstlern der romanischen Epoche.

## Leben
Aus seinem Leben steht lediglich fest, dass er von 1178 bis kurz nach 1233 in Parma gewirkt hat und die südfranzösische Baukunst und Bildhauerei sehr gut gekannt haben muss, aber auch mit der Antike vertraut war.
Zu seinen bedeutendsten Werken gehören der Bischofsthron im Dom von Parma, die Fassade des von ihm 1196 erbauten Baptisterium San Giovannis in Parma und die Fassadenskulpturen des Doms von Borgo San Donnino bei Parma, die er 1198 begann.

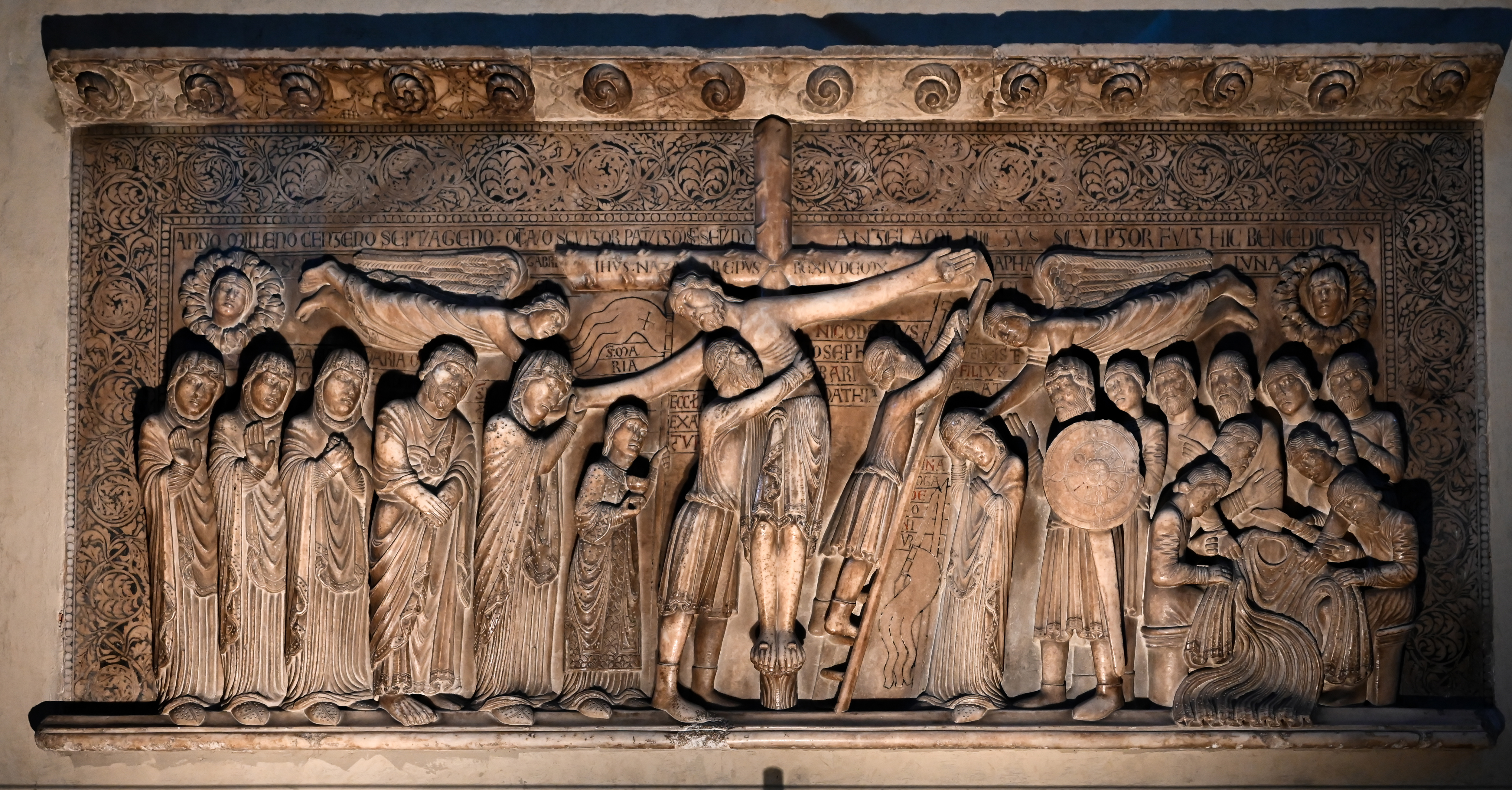
Kreuzabnahme von Benedetto Antelami

Zu seinen bekanntesten Werken gehört ein Relief mit der Kreuzabnahme im Dom von Parma. Schließlich schuf er 1233 für den Palazzo della Ragioae zu Mailand noch ein Reiterstandbild des Podestà Oldrado da Tresseno.
Er hat die romanische Bildhauerei in Italien nachhaltig beeinflusst.